# Dekaprenilfosfo-beta-D-eritro-pentofuranozid-2-uloza 2-reduktaza
Dekaprenilfosfo-beta--eritro-pentofuranozid-2-uloza 2-reduktaza (EC 1.1.1.333, dekaprenilfosfo-beta--ribofuranoza 2'-epimeraza, Rv3791, DprE2) je enzim sa sistematskim imenom trans,oktacis-dekaprenilfosfo-beta--arabinofuranoza:NAD+ 2-oksidoreduktaza. Ovaj enzim katalizuje sledeću hemijsku reakciju
trans,oktacis-dekaprenilfosfo-beta--arabinofuranoza + NAD+ {\displaystyle \rightleftharpoons } trans,oktacis-dekaprenilfosfo-beta--eritro-pentofuranozid-2-ulozo + NADH + H+
Ova reakcija je katalizovana u reverznom smeru. Enzim, izolovan iz bakterije Mycobakterija smegmatis učestvuje zajedno sa EC 1.1.98.3, dekaprenilfosfo-beta--ribofuranoza 2-oksidazom, u epimerizaciji trans,oktacis-dekaprenilfosfo-beta--ribofuranoze do trans,oktacis-dekaprenilfosfo-beta--arabinofuranoze, arabinozilnog donora u biosintezi arabinan polimera mikobakterijskog ćelijskog zida.

## Literatura
- Nicholas C. Price; Lewis Stevens (1999). Fundamentals of Enzymology: The Cell and Molecular Biology of Catalytic Proteins (Third изд.). USA: Oxford University Press. ISBN 019850229X.
- Eric J. Toone (2006). Advances in Enzymology and Related Areas of Molecular Biology, Protein Evolution (Volume 75 изд.). Wiley-Interscience. ISBN 0471205036.
- Branden C; Tooze J. Introduction to Protein Structure. New York, NY: Garland Publishing. ISBN 0-8153-2305-0.
- Irwin H. Segel. Enzyme Kinetics: Behavior and Analysis of Rapid Equilibrium and Steady-State Enzyme Systems (Book 44 изд.). Wiley Classics Library. ISBN 0471303097.

## Spoljašnje veze
- Decaprenylphospho-beta-D-erythro-pentofuranosid-2-ulose+2-reductase на 